# Constanza Moreira Viñas
Constanza Moreira Viñas (Montevideo, 22 de febrer de 1960) és una politòloga, sociòloga i política uruguaiana, militant de Casa Grande-Front Ampli i senadora d'Uruguai des de 2010. Va ser precandidata a la presidència de l'Uruguai a les eleccions internes de 2014.

## Família
És filla d'Inés Viñas i Iradier Moreira. La seva mare, Inés, va cursar estudis a la Facultat de Medicina i a l'Escola de Belles arts, d'on va finalitzar l'any 2000. El seu pare, Iradier, oriünd del departament de Durazno, es va graduar a la Facultat d'Odontologia i va ser professor titular de la càtedra de paradentosis. L'any 2000 la Universitat de la República el nomenà doctor honoris causa.
Té dos germans: Iradier i Aelita. L'any 1993 va contreure matrimoni amb l'economista Pablo Guarino, qui va morir el 2001 als 52 anys.

## Biografia
Va estudiar Sociologia al Centre Llatinoamericà d'Economia Humana (CLAEH), estudis que va finalitzar el 1981. Tres anys més tard, al 1984, es va llicenciar en Filosofia a la facultat d'Humanitats i Ciències de la Universitat de la República. L'any 1997 es va doctorar en Ciències polítiques a la Universitat Cândido Mendes de Rio de Janeiro.
L'any 2007 va ser proposada per a presidir el Front Ampli, però no va aconseguir el nombre de suports necessaris al congrés de la coalició política.

### Senat 2010-2015
A les eleccions presidencial de 2009, celebrades el 25 d'octubre, va ser escollida senadora pel Front Ampli pel període 2010-2015, més específicament per la força política Espai 609.

### Precandidatura presidencial
El setembre de 2013, la senadora Moreira va ser proposada com a precandidata a les eleccions internes de 2014 pel Partit per la Victòria del Poble, el Partit Socialista dels Treballadors, el Moviment d'Integració Alternatiu, el Grup Magnolia, l'Anar, Alternativa Frontamplista, Frontamplistes pel Canvi, Agrupació Resistir, Esquerra en marxa i diverses agrupacions de base del Front Ampli. Se la considera una figura desafiadora a l'establishment frontamplista, després d'una dècada a l'oficialisme. A les eleccions internes de juny va aconseguir 53.093 vots, és a dir, gairebé el 18% dels vots del Front Ampli.

### Eleccions presidencials de 2014
A les eleccions presidencials de l'Uruguai de 2014, celebrabes el 26 d'octubre, va ser reelecta com a senadora pel Front Ampli, liderant el sub-lema Casa Grande, integrat per diverses llistes que havien donat suport a la precandidatura presidencial.

### Eleccions internes de 2019
De cara a les eleccions internes de juny de 2019, va donar suport a la precandidatura de Daniel Martínez, en un procés electoral observat amb molt interès, atès que el partit oficialista s'encaminava a enfilar un complex procés de relleu generacional dels quadres dirigents, després de dècades de predomini de la tríada conformada per Tabaré Vázquez, José Mujica i Danilo Astori.

## Llibres publicats
- Sector informal: naturaleza y evolución del mercado de trabajo (CIEDUR, 1985)
- Democracia y desarrollo en Uruguay: reflexión desde la cultura política (Trilce, 1997)
- Democracia, género y equidad: aportes para el debate sobre los mecanismos de acción afirmativa (Fesur, 2003)
- Final de juego: del bipartidismo tradicional al triunfo de la izquierda en Uruguay (Trilce, 2004)
- Entre la protesta y el compromiso: la izquierda en el gobierno Uruguay y América Latina, amb Verónica Pérez (Trilce, 2009)[6]